# Phaea phthisica
Phaea phthisica là một loài bọ cánh cứng trong họ Cerambycidae.